# یانیس دراگاساکیس
یانیس دراگاساکیس (انگلیسی: Yannis Dragasakis؛ زادهٔ ۱ ژانویهٔ ۱۹۴۷) یک سیاست‌مدار اهل یونان است.وی معاون نخست‌وزیر کنونی یونان آلکسیس سیپراس است.